# 37e division d'infanterie (Empire allemand)
Pour les articles homonymes, voir 37e division.
La 37e division d'infanterie est une unité de l'armée allemande qui combat lors de la Première Guerre mondiale. Elle forme avec la 41e division d'infanterie le 20e corps d'armée et combat sur le front de l'Est. La 37e division d'infanterie participe aux batailles de Tannenberg, des lacs de Mazurie et de la Vistule. En 1915, la division participe à l'offensive de Gorlice-Tarnów puis occupe jusqu'en décembre 1916 un secteur du front.
En 1917, la 37e division d'infanterie est sur le front de l'Ouest, elle occupe un secteur en Alsace puis dans la région de Soissons à partir du mois de juin. En octobre, la division est impliquée dans la bataille de la Malmaison. En 1918, elle est impliquée dans les offensives du printemps dans la Somme, sur l'Aisne et sur la Marne. Durant l'automne, la division combat en Argonne et dans la région de Verdun. À la fin du conflit, la division est rapatriée en Allemagne et dissoute au cours de l'année 1919.

## Première Guerre mondiale

### Composition

#### Temps de paix, début 1914
- 73e brigade d'infanterie (Lyck)

147e régiment d'infanterie (Lyck) et (Lötzen)
151e régiment d'infanterie (Sensburg) et (Bischofsburg)
- 75e brigade d'infanterie (Allenstein)

146e régiment d'infanterie (Allenstein)
150e régiment d'infanterie (Allenstein)
- 37e brigade de cavalerie (Allenstein)

10e régiment de dragons (Allenstein)
11e régiment de dragons (Allenstein)
- 37e brigade d'artillerie de campagne (Allenstein)

73e régiment d'artillerie de campagne (Allenstein)
82e régiment d'artillerie de campagne (Allenstein)

#### Composition à la mobilisation - 1915
- 73e brigade d'infanterie

147e régiment d'infanterie
151e régiment d'infanterie
- 75e brigade d'infanterie

146e régiment d'infanterie
150e régiment d'infanterie
- 37e brigade d'artillerie de campagne

73e régiment d'artillerie de campagne
82e régiment d'artillerie de campagne
- 1er bataillon de jägers
- 11e régiment de dragons
- 1re compagnie du 26e bataillon de pionniers

#### 1916
- 73e brigade d'infanterie

147e régiment d'infanterie
150e régiment d'infanterie
151e régiment d'infanterie
- 37e brigade d'artillerie de campagne

73e régiment d'artillerie de campagne
82e régiment d'artillerie de campagne
- 3 escadrons du 11e régiment de dragons
- 1re compagnie du 26e bataillon de pionniers

#### 1917
- 73e brigade d'infanterie

147e régiment d'infanterie
150e régiment d'infanterie
151e régiment d'infanterie
- 37e commandement d'artillerie divisionnaire

73e régiment d'artillerie de campagne
- 3 escadrons du 10e régiment de chasseurs à cheval
- 3e compagnie, 134e bataillon de pionniers

#### 1918
- 73e brigade d'infanterie

147e régiment d'infanterie
150e régiment d'infanterie
151e régiment d'infanterie
- 37e commandement d'artillerie divisionnaire

73e régiment d'artillerie de campagne
2e bataillon du 16e régiment d'artillerie à pied (2e, 9e et 10e batteries)
- 3 escadrons du 10e régiment de chasseurs à cheval
- 3e compagnie, 134e bataillon de pionniers

### Historique
Au déclenchement du conflit, la 37e division d'infanterie forme avec la 41e division d'infanterie le XXe corps d'armée.

#### 1914
- 31 juillet - 7 août : en couverture le long de la frontière entre l'Empire allemand et l'Empire russe dans la région de Neidenburg.
- 8 - 25 août : organisation et occupation de positions défensives autour de Neidenburg devant la progression de la 2e armée russe.
- 26 - 30 août : engagée dans la bataille de Tannenberg.
- 31 août - 5 septembre : exploitation de la bataille, mouvement vers l'Est.
- 6 - 14 septembre : engagée dans la Première bataille des lacs de Mazurie.
- 15 - 28 septembre : poursuite des troupes russes, puis redéploiement vers Varsovie.
- 29 septembre - 31 octobre : engagée dans la bataille de la Vistule.

29 septembre - 8 octobre : combats d'approche et progression vers Varsovie.
9 - 19 octobre : combats pour la prise de Varsovie.
20 - 28 : la division atteint Nowe Miasto et combat le long de la Pilica.
- 1er - 15 novembre : mouvement de rocade, la division occupe un secteur dans la région de Kutno, actions locales.
- 16 novembre - 15 décembre : engagée dans la bataille de Łódź.
- 16 décembre 1914 - 30 janvier 1915 : organisation et occupation d'un secteur du front le long de la Rawka et de la Bzoura.

#### 1915 - 1916
- 12 février - 27 mars : combat le long du Omulew (de).
- 27 mars - 12 juillet : occupation d'un secteur le long de l'Orzyc et de la Szkwa. En avril, le 146e régiment d'infanterie est transféré à la 101e division d'infanterie nouvellement formée[2].
- 12 juillet - 30 septembre : engagée dans l'offensive de Gorlice-Tarnów.

13 - 17 juillet : percée du front dans la région de Przasnysz.
18 - 22 juillet : poursuite des troupes russes vers le Narew.
23 juillet - 3 août : combats pour le franchissement du Narew. le 3 août prise d'Ostrolenka.
3 - 7 août : combats le long de l'Orz.
8 - 10 août : combats dans la région d'Ostrow.
11 - 12 août : combats dans la région de Tschishew-Sambrow.
13 - 18 août : combats le long du Narew supérieur et de Nurzec.
19 - 23 août : combats dans la région de Suraż, Ugowo, Baciuty et Waniewo.
23 - 25 août : prise de Bielsk.
25 - 26 août : prise de Białystok.
27 août - 30 septembre : la ville de Grodno est capturée le 2 septembre, poursuite des troupes russes sur le Niémen et la Bérézina.
- 1er octobre - 2 novembre : occupation et organisation d'un secteur du front entre Krewo, Smorgon, le lac Naratch et Tweretsch.
- 2 novembre 1915 - 7 décembre 1916 : la division occupe un secteur du front dans la région de Dünaburg.

au cours de l'été 1916, le 150e régiment d'infanterie est détaché à la 91e division d'infanterie et participe aux combats lors de l'offensive Broussilov où il subit des pertes très importantes. Après une période de repos en Galice, le régiment est réintégré à la 37e division d'infanterie à l'automne.
- 7 décembre 1916 - 15 janvier 1917 : retrait du front, transport par V.F. vers le front de l'Ouest à partir du 10 décembre, passage par Cracovie, Breslau, Dresde, Leipzig, Nuremberg, Karlsruhe, Rastatt, Strasbourg, Colmar et Neuf-Brisach, puis repos dans la région de Ferrette[2].

#### 1917
- 15 janvier - 30 avril : en ligne, occupation d'un secteur à proximité de la frontière suisse.
- 1er - 25 mai : retrait du front, transport par V.F. par Mulhouse, Strasbourg, Sarrebruck, Sedan et Charleville, puis repos dans la région de Gizy.
- 25 mai - 30 juillet : occupation et organisation d'un secteur vers Courtecon à proximité du chemin des Dames. De nombreuses actions locales.

14 juillet : unités en soutien lors de la réduction du saillant de l'usine sucrière de Cerny-en-Laonnois.
- 31 juillet - 3 août : retrait du front ; repos.
- 4 août - 3 novembre : occupation d'un secteur dans la région de Coucy.

23 octobre : engagée dans la bataille de la Malmaison, pertes sensibles au mont des singes par le bombardement d'artillerie.
24 - 25 octobre : repli au-delà du canal de l'Oise à l'Aisne et occupation de nouvelles positions, le long de la route entre Brancourt-en-Laonnois et Quincy-Basse et vers Anizy-le-Château.
- 3 novembre 1917 - 9 mars 1918 : occupation en alternance avec la 14e division de réserve d'un secteur au nord de Soissons dans le massif de Saint-Gobain[3].

20 février - 9 mars : en première ligne.

#### 1918
- 9 - 20 mars : retrait du front, repos et instruction ; mouvement dans la région de Benay.
- 21 - 30 mars : engagée dans l'offensive Michael.
- 30 mars - 9 avril : retrait du front, repos dans la région de Champs et de Folembray.
- 9 - 20 avril : en ligne dans un secteur au Nord de Thiescourt.
- 20 avril - 27 mai : retrait du front, repos au Sud-Est d'Avesnes-lès-Bapaume.
- 27 mai - 4 juin : engagée dans la bataille de l'Aisne en première ligne, attaque vers Presles-et-Boves puis progression vers Braine prise le 28 mai pour atteindre Longpont puis Troësnes. Relève par la 115e division d'infanterie le 4 juin[3].
- 5 juin - 12 juillet : repos dans la région de Braine, reconstitution et instructions.
- 12 - 14 juillet : mouvement par étapes de nuit pour atteindre Verneuil.
- 15 - 28 juillet : engagée dans la bataille de la Marne, franchissement de la Marne, attaque entre Mareuil-le-Port et Dormans, mais ne peut dépasser cette ligne[3]. Le 19 juillet, dernière attaque allemande, avant un repli derrière la Marne. Retraite continue vers le nord, le 28 juillet la division est stationnée vers Champvoisy.
- 29 juillet - 12 août : retrait du front, reconstitution et repos dans la région de Charleville. Les hommes du 372e régiment d'infanterie, en provenance de la 10e division de Landwehr (en) dissoute, sont répartis dans les différentes unités de la 37e division d'infanterie[4].
- 13 août - 20 septembre : relève de la 231e division d'infanterie (de) et occupation d'un secteur au Nord d'Avocourt[4].
- 20 - 26 septembre : relevée par la 117e division d'infanterie ; repos dans la région de Billy-sous-Mangiennes[4].
- 27 - 1er octobre : renforcement de la 117e division d'infanterie, engagée dans l'offensive Meuse-Argonne dans la région de Montfaucon-d'Argonne, les pertes sont importantes[4].
- 2 - 18 octobre : déplacée dans le secteur d'Exermont en prévision d'une prochaine attaque américaine. Actions locales défensives avec de lourdes pertes.
- 19 octobre - 9 novembre : retrait du front ; repos dans la région de Verpel.
- 9 - 11 novembre : occupation d'un secteur du front dans la région d'Abaucourt-Hautecourt. Après la fin du conflit, la division est transférée en Allemagne où elle est dissoute au cours de l'année 1919.

## Chefs de corps
| Grade           | Nom                                | Date                               |
| --------------- | ---------------------------------- | ---------------------------------- |
| Generalleutnant | Ernst von Reichenau                | 1er avril 1899 - 8 avril 1901      |
| Generalleutnant | Friedrich von Bock und Polach (de) | 9 avril 1901 - 17 février 1902     |
| Generalleutnant | Alexandre von Kluck                | 18 février 1902 - 2 octobre 1906   |
| Generalleutnant | Emil von Scotti (de)               | 3 octobre 1906 - 1er mai 1908      |
| Generalleutnant | Thilo von Westernhagen (de)        | 2 mai 1908 - 2 avril 1911          |
| Generalleutnant | Max von Bahrfeldt                  | 3 avril 1911 - 3 juillet 1913      |
| Generalleutnant | Hermann von Staabs                 | 4 juillet 1913 - 30 juin 1915      |
| Generalmajor    | Gustav von Hollen                  | 1er juillet 1915 - 21 juillet 1916 |
| Generalmajor    | Max von Müller                     | 22 juillet 1916 - 17 juin 1917     |
| Generalmajor    | Rüdiger von der Goltz              | 18 juin 1917 - 25 février 1918     |
| Generalmajor    | Walter von Eberhardt               | 27 février - 29 décembre 1918      |
| Generalmajor    | Gustav von Lambsdorff              | 30 décembre 1918 - 18 mars 1919    |